# Myriozoella costata
Myriozoella costata is een mosdiertjessoort uit de familie van de Myriaporidae. De wetenschappelijke naam van de soort werd voor het eerst geldig gepubliceerd in 1958 door Kluge.